# Goessel
Goessel è una città degli Stati Uniti d'America situata nel centro dello Stato del Kansas. Fa parte della Contea di Marion. Prende il nome dal capitano Kurt von Goessel (1852-1895). Al censimento del 2010, risultavano 539 abitanti.

## Geografia fisica
Goessel si situa a 38°14′49″N, 97°20′53″O. L'U.S. Census Bureau certifica che Goessel occupa un'area totale di 0.91 km², di cui tutti di terra.

## Società

### Evoluzione demografica
Al censimento del 2010, risultarono 539 abitanti, 206 nuclei familiari e 140 famiglie residenti in città. Ci sono 221 alloggi con una densità di 596.4/km². La composizione etnica della città è 97.01% bianchi, 0.24% neri o afroamericani, 0.46% nativi americani, 0.99% di altre razze. Dei 206 nuclei familiari il 28.2% ha figli di età inferiore ai 18 anni che vivono in casa, 57.8% sono coppie sposate che vivono assieme, 7.3% è composto da donne con marito assente, e il 32.0% sono non-famiglie. Il 30.1% di tutti i nuclei familiari è composto da singoli 18.1% da singoli con più 65 anni di età. La dimensione media di un nucleo familiare è di 2.36 mentre la dimensione media di una famiglia è di 2.91. La suddivisione della popolazione per fasce d'età è la seguente: 22.6% sotto i 18 anni, 5.1% dai 18 ai 24, 18.9% dai 25 ai 44, 23.4% dai 45 ai 64, e il 30.1% oltre 65 anni. L'età media è di 48.6 anni. Per ogni 100 donne ci sono 73.8 maschi. Per ogni 100 donne sopra i 18 anni, ci sono 70.9 maschi. Il reddito medio di un nucleo familiare è di $33,250 mentre per le famiglie è di $42,727. Gli uomini hanno un reddito medio di $30,313 contro $18,750 delle donne. Il reddito pro capite della città è di $14,106. Circa il 2.2% delle famiglie e il 14.2% della popolazione è sotto la soglia della povertà. Sul totale della popolazione l'1.7% dei minori di 18 anni e il 39.4% di chi ha più di 65 anni vive sotto la soglia della povertà.

## Educazione

### Scuole pubbliche
Goessel fa parte del Distretto Scolastico Unificato 411.
- Goessel High School, 100 E Main St.
- Goessel Junior High School, 100 E Main St.
- Goessel Elementary School, 500 E Main St.

## Attrazioni
- Mennonite Heritage and Agricultural Museum
- Alexanderwohl Mennonite Church
- Kansas Historical Marker